# Laodicea aan de Lycus
Laodicea aan de Lycus (Grieks: Λαοδίκεια πρὸς τῷ Λν́κῶ; Latijn: Laodicea ad Lycum; Osmaans: Lâdik), was een oude Griekse stad in Frygië, nabij het huidige Eskihisar in de Turkse provincie Denizli. 
De stad heeft meerdere namen gekend. De oorspronkelijke naam was waarschijnlijk Diospolis (stad van Zeus). De stad werd waarschijnlijk vernoemd naar het paleis dat Antiochus II liet bouwen voor zijn vrouw, Laodice, in de 3e eeuw voor Christus. De stad ligt zo'n 10 kilometer ten zuiden van Hiërapolis, en zo'n 17 kilometer ten westen van Kolosse. De stad werd zwaar beschadigd door de Mithridatische Oorlogen, maar bloeide daarna onder Romeins bestuur weer op. Ook onder Byzantijns bestuur bleef de stad bewoond, hoewel getroffen door meerdere zware aardbevingen. Uiteindelijk viel de stad in de 11e eeuw aan de Turken, die er vervolgens in 1119 weer uit werden gezet door het leger van Johannes II Komnenos. De stad verging uiteindelijk aan plunderingen door de Mongolen in de 12e eeuw.

## Nieuwe Testament
De stad wordt genoemd als een van deze zeven gemeenten in de Openbaring van Johannes. 
Paulus verwijst in de brief aan Kolosse naar de brief die hij aan Laodicea schreef. De brief aan Laodicea is echter verloren gegaan. Waarschijnlijk verstuurde Paulus beide brieven gelijktijdig, met Onesimus als koerier, en daarbij ook de brief aan Filemon.

## Galerij

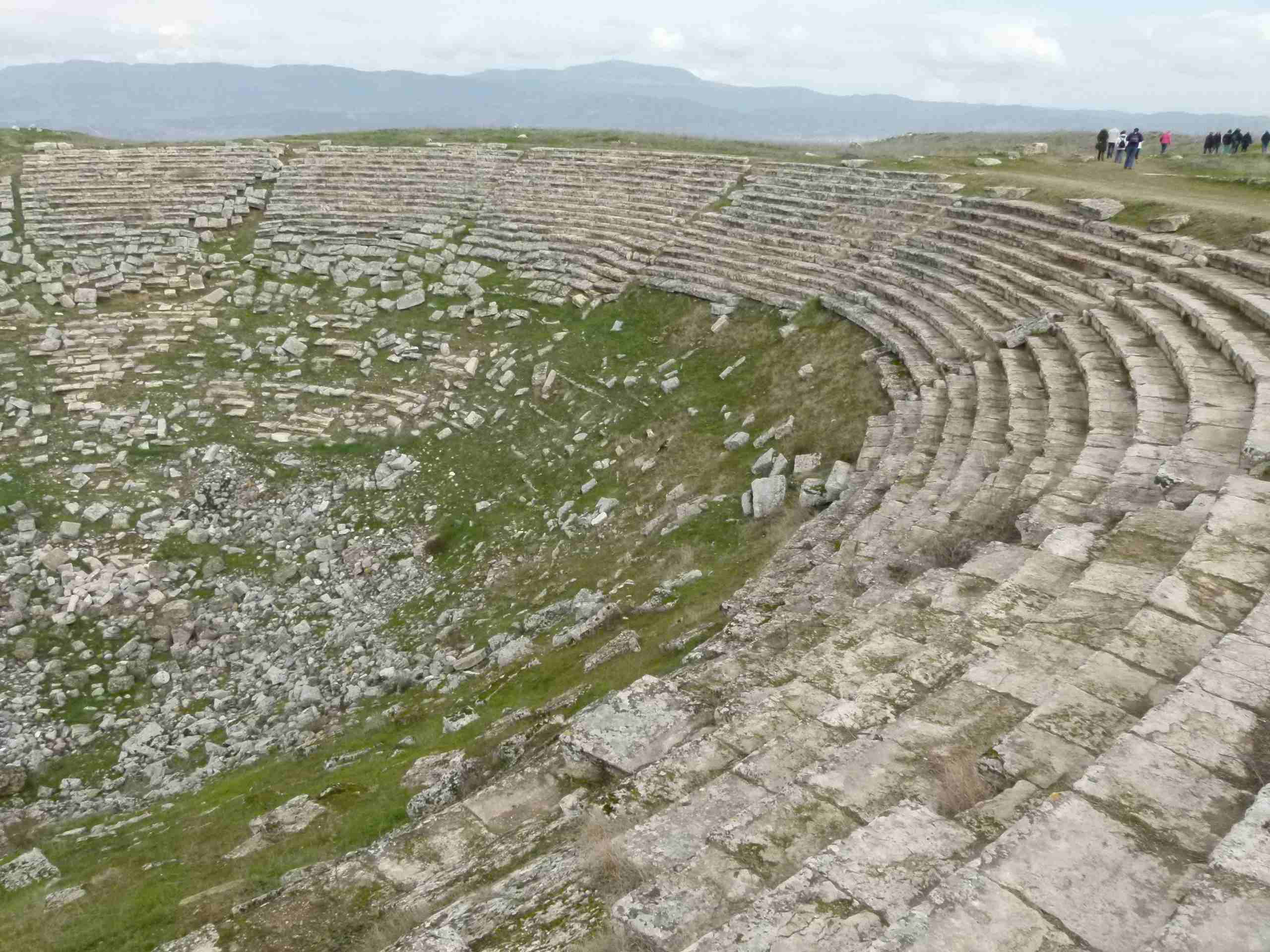
Het theater van Laodicea
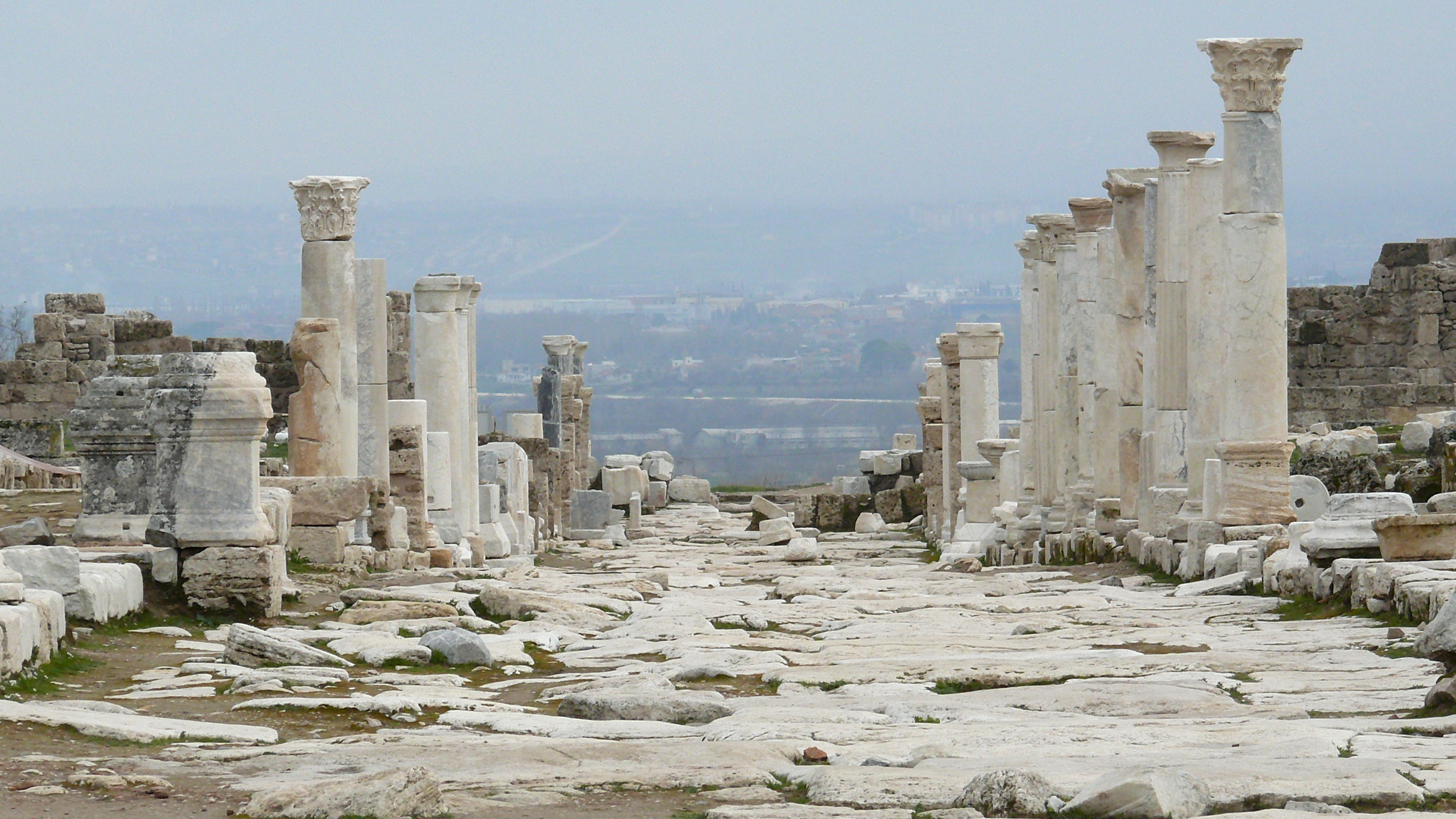
De hoofdstraat van Laodicea
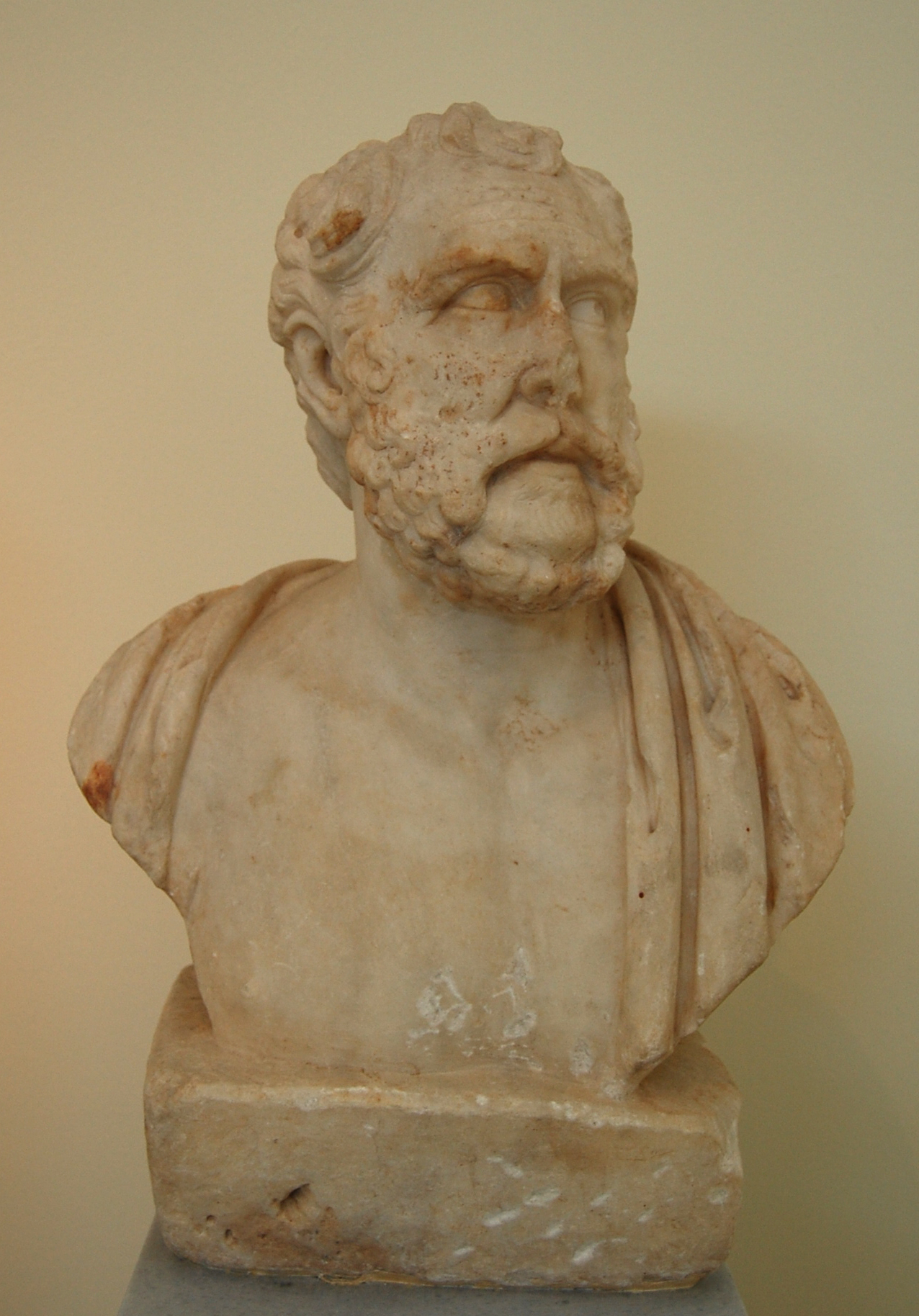
Beeld van Polemon van Laodicea in het museum van Athene
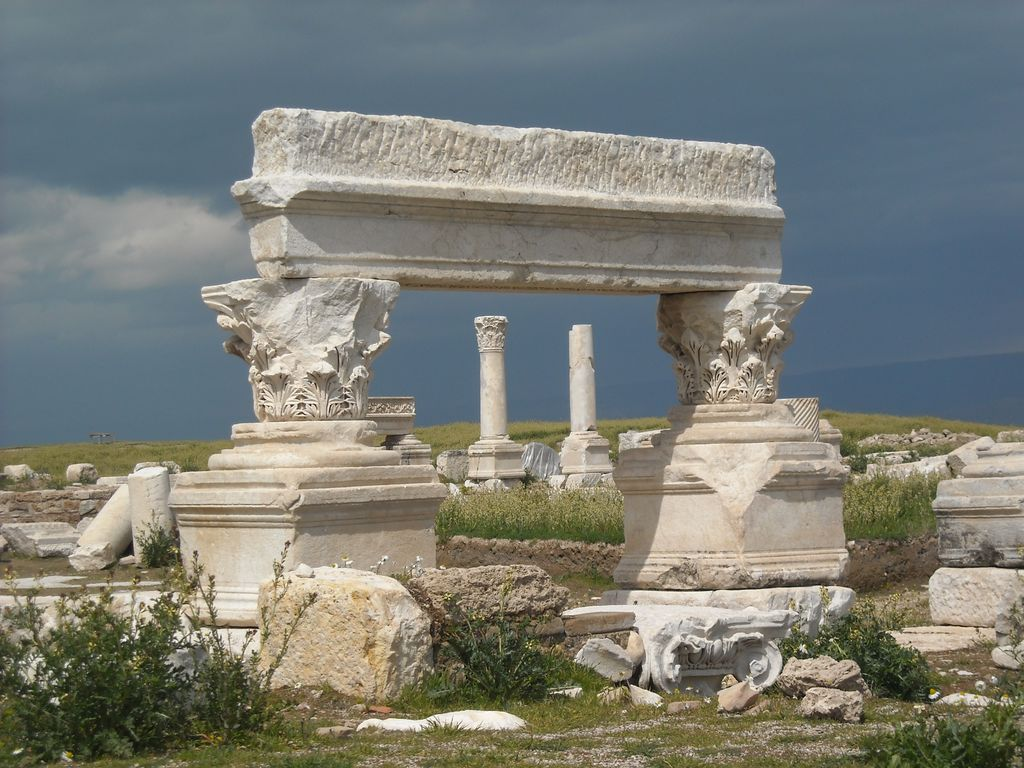
Restanten van een tempel in Laodicea
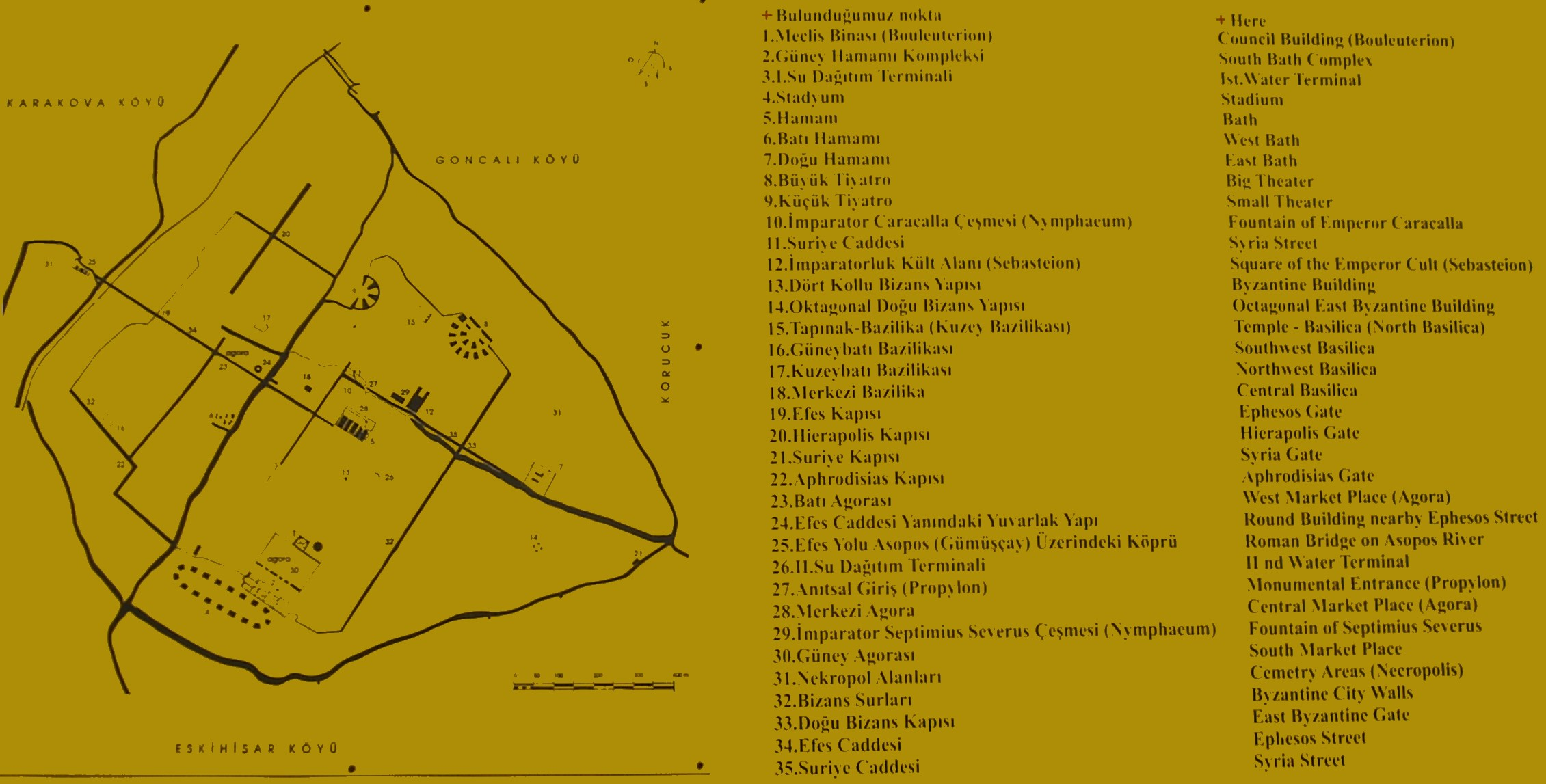
Plattegrond van de stad
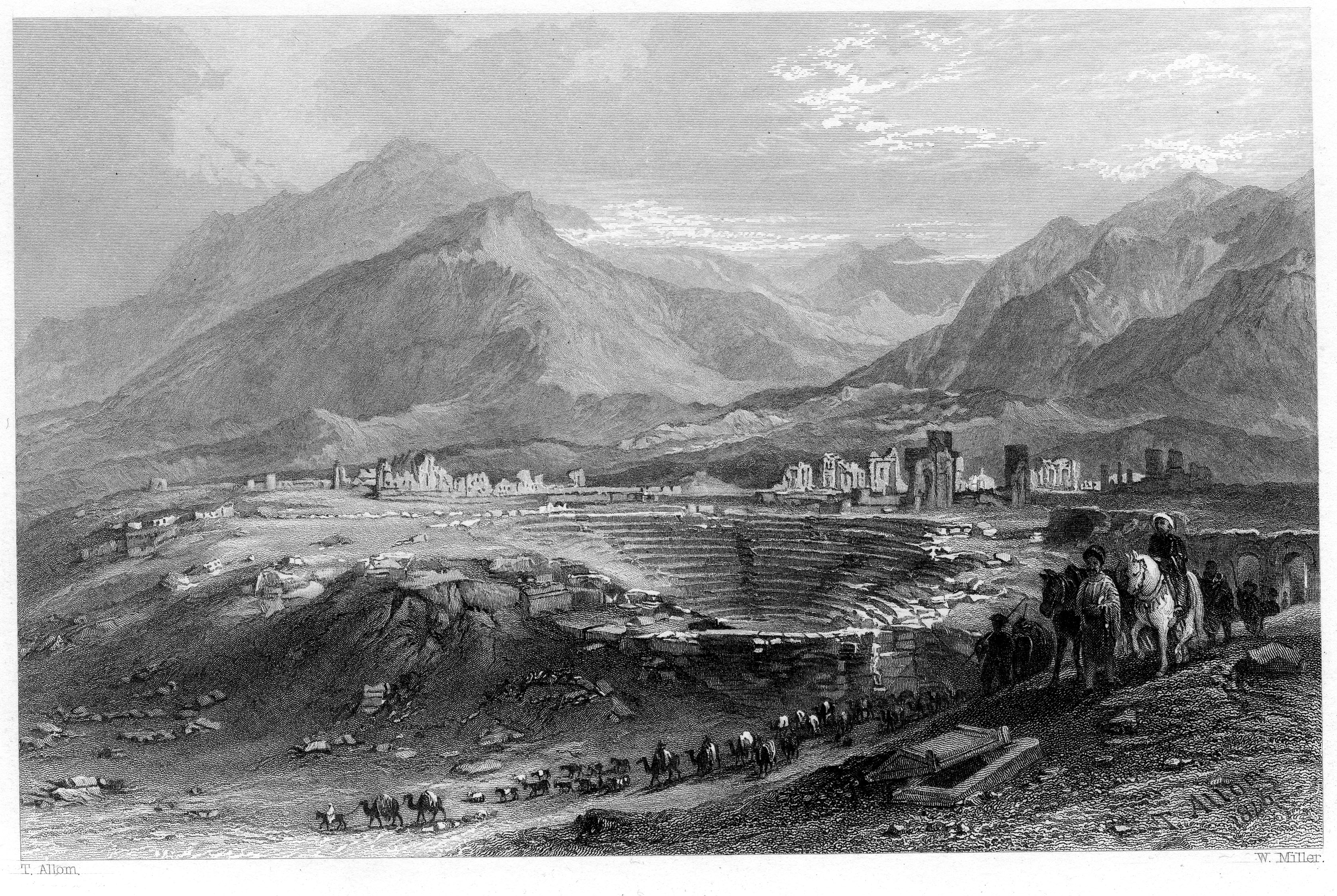
Gravure van de stad door William Miller naar tekening van Thomas Allom